# マルッティ・タルヴェラ
マルッティ・オラヴィ・タルヴェラ（Martti Olavi Talvela, 1935年2月4日 - 1989年7月22日）は、フィンランドのバス歌手。

## 経歴
フィンランド領ヒートラ（現ロシア領）の生まれ。1956年まで小学校の教師を務めた後、ラハティ音楽院で声楽を学ぶ。1960年にヘルシンキで行われた声楽コンクールで優勝し、ストックホルムに留学してカール・マルティン・オフマンの下で研鑽を積んだ。1961年にフィンランド国立歌劇場で初舞台を踏み、その翌年からベルリン・ドイツ・オペラやバイロイト音楽祭にも出演するようになった。1964年からライン・ドイツ・オペラと契約し、その翌年にはスカラ座やウィーン国立歌劇場などに登場してヨーロッパでの名声を確立した。1968年にはメトロポリタン歌劇場にも進出している。1972年には宮廷歌手の称号を受け、1973年にはフィンランド獅子勲章を受勲、1972年から1979年にかけてサヴォンリンナ・オペラ・フェスティバルの芸術監督を務めた。
私生活では1981年からフィンランド東部のユヴァに自宅を構え、歌手としての活動のかたわら、同地で農耕生活を送った。彼は身長203センチ、体重140kgの巨躯で、1975年ごろから痛風と糖尿病を患い、1980年代には胃や心臓にも問題を抱えていた。1989年、彼はユヴァの自宅で行なわれた娘の結婚式でダンスに興じている最中に心臓発作を起こして死去。フィンランド国立オペラ・バレエの総監督に任命された矢先の急逝だった。

## レパートリー
タルヴェラは柔らかく美しい声質を持ち、豊かな声量で舞台の土台を支えた。叙情的な役では「ボリス・ゴドゥノフ」のピーメン、「魔笛」のザラストロ、「エフゲニー・オネーギン」のグレーミンなどを、劇的な役では「ニーベルングの指環」のフンディング、ファゾルト、ファフナー、ハーゲン、「トリスタンとイゾルデ」のマルケ王、「パルジファル」のティトゥレル、「ドン・カルロ」の大審問官などをこなした。彼が得意とした役は「ボリス・ゴドゥノフ」のタイトル・ロールで、彼はメトでこの役を39回歌い、彼が演じるところの瀕死の場面は、さながら「樫の木が倒れるよう」と評された
。キャリアの盛期には歌曲でも活躍し、ムソルグスキーの「死の歌と踊り」の録音もある。彼の最後の録音は、シューベルトの歌曲集「冬の旅」であった。

## 主な録音
- ヘルベルト・フォン・カラヤン指揮：ワーグナー「ラインの黄金」（ファゾルト）、「ワルキューレ」（フンディング）、ムソルグスキー「ボリス・ゴドゥノフ」（ピーメン）
- カール・ベーム指揮：ワーグナー「トリスタンとイゾルデ」（マルケ王）、ベートーヴェン「フィデリオ」（ドン・フェルナンド）、モーツァルト「ドン・ジョヴァンニ」（騎士長）
- ゲオルク・ショルティ指揮：モーツァルト「魔笛」（ザラストロ）、「後宮からの誘拐」（オスミン）、ヴェルディ「ドン・カルロ」（大審問官）、「レクイエム」（バス独唱）、ワーグナー「さまよえるオランダ人」（ダラント船長）、ベートーヴェン「交響曲第9番」（バス独唱）
- ハンス・クナッパーツブッシュ指揮：ワーグナー「パルジファル」（ティトゥレル）
- ジェームズ・レヴァイン指揮：モーツァルト「魔笛」（ザラストロ）、ワーグナー「パルジファル」（ティトゥレル）
- イェジー・セムコフ指揮：ムソルグスキー「ボリス・ゴドゥノフ」（タイトル・ロール）
- オットー・ゲルデス指揮：チャイコフスキー「エフゲニー・オネーギン」（グレーミン）
- オットー・クレンペラー指揮：ワーグナー「さまよえるオランダ人」（ダラント船長）、ベートーヴェン「ミサ・ソレムニス」（バス独唱）
- ハンス・シュミット＝イッセルシュテット指揮：ベートーヴェン「交響曲第9番」（バス独唱）